# ジョアン・オビアン
ジョアン・セルジュ・オビアン（Johann Serge Obiang 、1993年7月5日 - ）は、フランス・ル・ブラン (アンドル県)出身のプロサッカー選手。ガボン代表。ロデーズAF所属。ポジションは、ディフェンダー。

## 代表
オビアン自身はフランス生まれだが、父親がガボン人のためガボン代表を選択した。2014年2月にガボン代表デビュー。